# Marennes (Rhône)
Marennes település Franciaországban, Rhône megyében. Lakosainak száma 1979 fő (2022. január 1.). Marennes Villette-de-Vienne, Chaponnay, Corbas, Saint-Symphorien-d'Ozon és Simandres községekkel határos.

## Népesség
A település népességének változása:
| Lakosok száma | 1552 | 1617 | 1669 | 1688 | 1831 | 1912 | 1947 | 1963 | 1979 |
|               | 2013 | 2015 | 2016 | 2017 | 2018 | 2019 | 2020 | 2021 | 2022 |